# Procitheronia principalis
Procitheronia principalis är en fjärilsart som beskrevs av Walker 1855. Procitheronia principalis ingår i släktet Procitheronia och familjen påfågelsspinnare. Inga underarter finns listade i Catalogue of Life.